# Meridià 60 a l'est
El meridià 60 a l'est de Greenwich és una línia de longitud que s'estén des del pol Nord travessant l'oceà Àrtic, Àsia, l'oceà Índic, l'oceà Antàrtic i l'Antàrtida fins al pol Sud.
El meridià 60 a l'est forma un cercle màxim amb el meridià 120 a l'oest. Com tots els altres meridians, la seva longitud correspon a una semicircumferència terrestre, uns 20.003,932 km. Al nivell de l'Equador, és a una distància del meridià de Greenwich de 6.679 km.

## De Pol a Pol
Començant en el pol Nord i dirigint-se cap al pol Sud, aquest meridià travessa:
| Coordenades                             | País, territori o mar | Notes                                                           |
| --------------------------------------- | --------------------- | --------------------------------------------------------------- |
| 90° 0′ N, 60° 0′ E / 90.000°N,60.000°E  | Oceà Àrtic            |                                                                 |
| 81° 18′ N, 60° 0′ E / 81.300°N,60.000°E | Rússia                | Illa Hofmann, Illa Wilczek i Illa Salm, Terra de Francesc Josep |
| 79° 53′ N, 60° 0′ E / 79.883°N,60.000°E | Mar de Barents        |                                                                 |
| 76° 7′ N, 60° 0′ E / 76.117°N,60.000°E  | Rússia                | Illa Severni, Nova Terra                                        |
| 74° 42′ N, 60° 0′ E / 74.700°N,60.000°E | Mar de Kara           |                                                                 |
| 70° 5′ N, 60° 0′ E / 70.083°N,60.000°E  | Rússia                | Vaigatx                                                         |
| 69° 41′ N, 60° 0′ E / 69.683°N,60.000°E | Mar de Barents        | Mar de Petxora                                                  |
| 68° 41′ N, 60° 0′ E / 68.683°N,60.000°E | Rússia                |                                                                 |
| 50° 49′ N, 60° 0′ E / 50.817°N,60.000°E | Kazakhstan            | La frontera amb Uzbekistan és al Mar d'Aral                     |
| 44° 55′ N, 60° 0′ E / 44.917°N,60.000°E | Uzbekistan            |                                                                 |
| 42° 13′ N, 60° 0′ E / 42.217°N,60.000°E | Turkmenistan          | Per uns 6km                                                     |
| 42° 9′ N, 60° 0′ E / 42.150°N,60.000°E  | Uzbekistan            | Per uns 6km                                                     |
| 42° 5′ N, 60° 0′ E / 42.083°N,60.000°E  | Turkmenistan          | Per uns 9km                                                     |
| 42° 0′ N, 60° 0′ E / 42.000°N,60.000°E  | Uzbekistan            | Per uns 5km                                                     |
| 41° 57′ N, 60° 0′ E / 41.950°N,60.000°E | Turkmenistan          |                                                                 |
| 37° 2′ N, 60° 0′ E / 37.033°N,60.000°E  | Iran                  |                                                                 |
| 25° 23′ N, 60° 0′ E / 25.383°N,60.000°E | Oceà Índic            | Passa a l'est de la costa d' Oman                               |
| 60° 0′ S, 60° 0′ E / 60.000°S,60.000°E  | Oceà Antàrtic         |                                                                 |
| 67° 24′ S, 60° 0′ E / 67.400°S,60.000°E | Antàrtida             | Territori Antàrtic Australià, reclamada per Austràlia           |